# Чоп, Йосип
Йо́сип Чоп (хорв. Josip Čop; 14 октября 1954, Вараждин) — югославский хорватский футболист и спортивный функционер. Генеральный секретарь хорватского олимпийского комитета.

## Карьера игрока

### Клубная
Футболом занимался с трёх лет. Воспитанник футбольной школы вараждинского «Вартекса» (некоторое время также обучался в академии загребского «Динамо»), начинал там свою карьеру в 1975 году. Выступал также за команды «Загреб», «Хайдук» (Сплит) и австрийский «Штурм» из Граца. Уже на уровне любителя играл в австрийской команде «Вильдон».

### В сборной
В сборной сыграл только два матча: 2 июня 1984 дебютировал во встрече с Португалией (победа 3:2), а 7 июня сыграл встречу с Испанией (победа 1:0). В олимпийской сборной провёл 25 игр, в любительской сыграл 6 матчей, ещё три игры провёл на Средиземноморских играх. Был заявлен на чемпионат Европы 1984, но на поле не выходил.

## После карьеры игрока
По завершении игровой карьеры получил два высших образования: высшее экономическое (факультет маркетинга) и профессиональное физкультурное (кинезиологический факультет) в Загребском университете. Проработал наставником клуба «Зеленгай» и секретарём команды «Загреб» с 1995 по 1996 годы. В 1996 году устроился на работу в Хорватский футбольный союз на должность генерального секретаря, присутствовал в штабе сборной Хорватии на чемпионате Европы 1996 и чемпионате мира 1998 года. С 1996 по 2000 годы был заместителем председателя организационного комитета УЕФА по молодёжному чемпионату Европы, был делегатом от Европы на чемпионатах мира и Европы среди молодёжи.
В 1999 году занял должность исполнительного директора Хорватского олимпийского комитета. Четыре месяца занимал должность генерального секретаря олимпийского комитета до новых выборов. С 2001 по 2004 годы занимал должность директора по развитию спорта в регионах Хорватии, с ноября 2004 по июнь 2005 годы занимал должность генерального секретаря олимпийской сборной. В июне 2005 года занял официальную должность генерального секретаря олимпийского комитета, переизбирался в 2009, 2013 и 2017 годах.